# Jimmy Angel
James Crawford Angel Marshall (1er août 1899, Springfield, Missouri, États-Unis - 8 décembre 1956, Panama, Panama) était un pilote de brousse et explorateur américain.
En dehors des autochtones, les Indiens Pemóns, il fut l'un des premiers à découvrir au Venezuela les plus hautes chutes d'eau du monde, qui furent ainsi rebaptisées Salto Angel.

## La «rivière d'or»
Jimmy (ou Jimmie) Angel attribuait son obsession des tepuys vénézuéliens à une aventure qu'il aurait vécue dans les années 1920, et dont la véracité ne put jamais être attestée. En 1923, Angel, ancien pilote de l'armée de l'air canadienne pendant la Première Guerre mondiale, se trouve à Panama, avec un avion quadriplace et sans le sou, comme souvent. Un dénommé J.R. McCracken, qui se présente comme un ingénieur des mines, vient le trouver à son hôtel et lui demande de l'emmener immédiatement sur une montagne au Venezuela, mission pour laquelle il lui promet 5 000 $ dont il verse aussitôt un acompte de 2 000 $. Angel accepte, et mène donc McCracken en avion jusqu'à un massif de 3 000 mètres d'altitude dans la région de la Gran Sabana, sans carte, et en suivant uniquement les indications de l'ingénieur. Malgré les forts courants descendants, Angel parvient à poser l'appareil sur le sommet, près d'une petite rivière qui semble intéresser l'ingénieur.
En trois jours, ils réussissent à en extraire 33 kilos d'or, quantité suffisante aux yeux d'Angel, qui craint de surcharger son avion pour le redécollage très court qu'il devra effectuer. Il parvient cependant à faire décoller l'appareil, en le jetant dans un ravin de 1 700 mètres de profondeur.
Sitôt les deux hommes revenus à Panama, McCracken dépose l'or à la banque et paie à Angel les 3 000 $ restants.

## Une «chute d'eau d'un mile de haut»

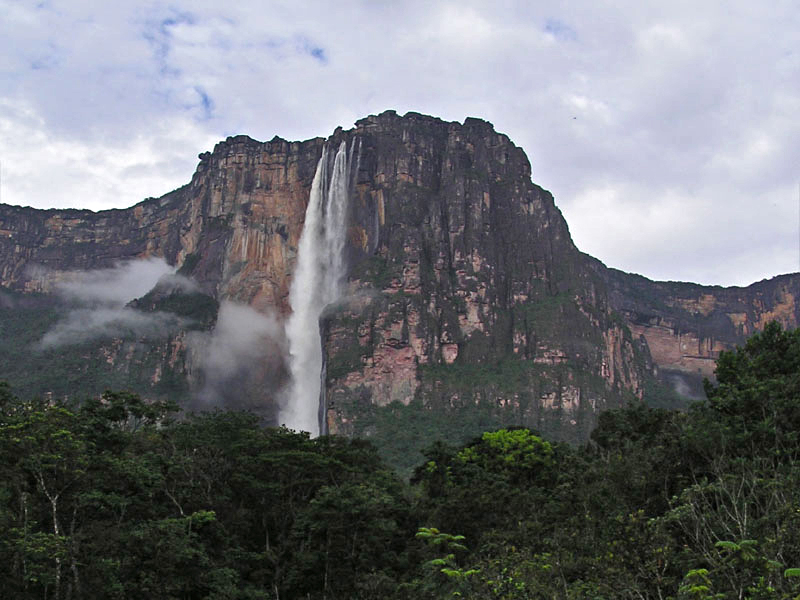
Les chutes Salto Angel, tombant de l'Auyán Tepuy.

Devenu obsédé par la recherche de cette « rivière d'or », Angel s'installe dans la Gran Sabana comme pilote de reconnaissance pour la compagnie minière Santa Ana, basée à Tulsa (Oklahoma).
Le 14 novembre 1933, alors qu'il réalise un vol en solo autour de l'Auyán Tepuy, il remonte le Churún Cañon et aperçoit sur la façade occidentale une gigantesque chute d'eau. Il prévient par radio son mécanicien, le Mexicain Jose Cardona, resté à terre avec l'ingénieur D.H. Curry ; mais ces derniers ne pourront atteindre la « chute d'eau d'un mile de haut » dont Angel leur parle, l'endroit étant rendu inaccessible par d'incessantes pluies diluviennes.
De retour à Caracas, Jimmy Angel relate sa découverte, parlant de « la plus haute chute d'eau du monde, probablement », mais reçoit un accueil plutôt sceptique.
La cataracte qu'il a aperçue est cependant bien réelle : elle est connue depuis longtemps par les indigènes Pemons, sous le nom de Kerepakupai-merú ou parfois Churún Merun, à tort car ce nom désigne une autre chute du parc.
En 1937, pendant une réunion à Caracas entre Angel et deux de ses amis, le géologue américain I.F. Martin et l'ingénieur vénézuélien Gustavo Heny, ce dernier propose de rebaptiser la chute Salto Angel (« la cascade Angel »).

## L'expédition sur l'Auyán Tepuy
Jimmy Angel et les chutes qui portent désormais son nom ne deviennent cependant célèbres qu'après l'expédition mouvementée d'octobre 1937, sur l'Auyán Tepuy.
À cette expédition, toujours motivée par la recherche de la « rivière d'or » d'Angel, participent :
- Jimmy Angel
- Marie Angel, son épouse
- Gustavo Heny, l'ingénieur et ami d'Angel, qui est également un alpiniste et explorateur chevronné de la région des Tepuys
- Miguel Angel Delgado, jardinier et compagnon d'aventures d'Heny
- Jose Cardona, le mécanicien d'Angel

Une reconnaissance minutieuse est effectuée : Angel survole l'Auyán Tepuy pendant quinze jours, repérant un site d'atterrissage propice au nord du plateau, et parachutant des vivres sur place.
Heny et Delgado, en compagnie de Félix Cardona Puig (considéré comme le plus grand explorateur du massif des plateaux de Guyane), avaient déjà, en 1931, tenté de trouver un itinéraire d'accès depuis le camp de base de Guayaraca, au sud de l'Auyán Tepuy, jusqu'à la partie nord où se trouve le site repéré par Angel. Ils étaient parvenus sur le plateau, à quelque 1 000 mètres au-dessus de la jungle, mais furent stoppés par une seconde muraille rocheuse (le Second Wall), qui traverse le Tepuy de part en part, sur 20 kilomètres.

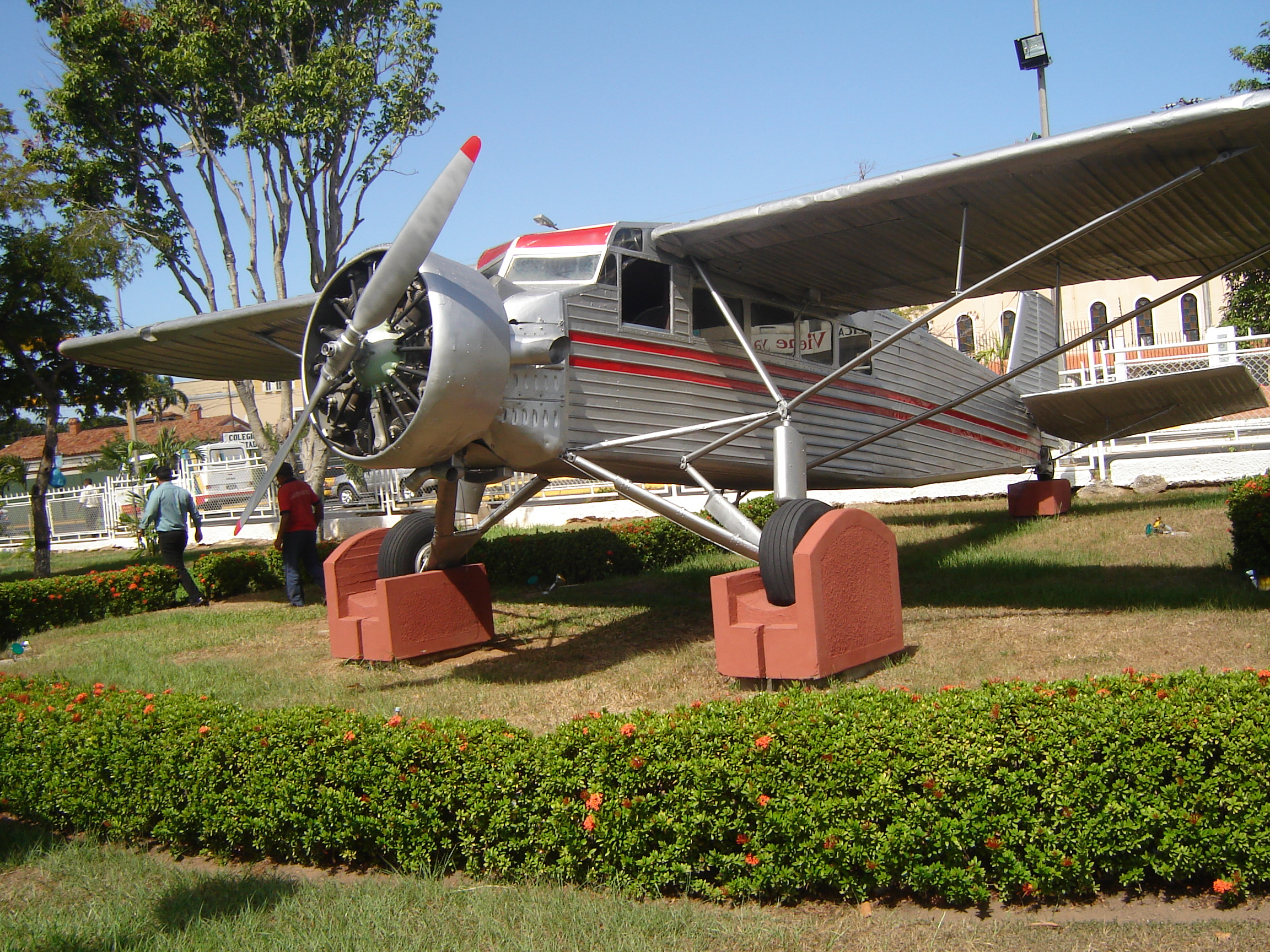
El Rio Caroni, l'avion de Jimmy Angel.

Au matin du 9 octobre, l'expédition se met finalement en route par les airs. Jimmy Angel, aux commandes de son avion de brousse, un Metal Aircraft Corporation G-2-W Flamingo baptisé El Rio Caroni, emporte avec lui son épouse Marie, ainsi qu'Heny et Delgado. L'appareil est chargé de tentes, lampes, appareils photo, machettes, cordages, et d'assez de nourriture pour tenir un mois. Jose Cardona, quant à lui, reste au sol pour maintenir la liaison radio.
L'atterrissage ne se passe pas aussi bien que prévu : butant sur les irrégularités du sol, le train principal casse, stoppant brutalement l'appareil, qui bascule en avant et s'immobilise, le nez dans la boue. Angel et ses passagers sont sains et saufs, mais le Flamingo est inutilisable. De plus, la radio ayant été détruite dans l'accident, il leur est impossible de demander de l'aide à Cardona. Après quelques jours, Angel et son équipe sont d'ailleurs considérés morts.
Le 11 octobre, après avoir tenté en vain de trouver de l'or et de réparer l'avion, l'expédition commence une longue marche pour rejoindre le village de Kamarata, en contrebas du tepuy. Guidé par Heny à travers des forêts et des marécages qui ne figurent alors sur aucune carte, le petit groupe parvient à descendre le Second Wall ; puis utilise l'itinéraire repéré en 1931 par Heny et Delgado pour rejoindre le camp de base de Guayaraca. Ils parviendront finalement à Kamarata après 11 jours de marche.

## La consécration
À la suite de cette aventure, Jimmy Angel devient peu à peu une légende vénézuélienne.
En 1949, la photojournaliste américaine Ruth Robertson organise la première expédition à atteindre le pied des chutes de Salto Angel. Un relevé topographique confirme alors ce qu'Angel avait clamé : la chute est bien la plus haute du monde, avec 979 mètres de hauteur. L'article publié par Ruth Robertson dans le National Geographic de novembre 1949, Jungle Journey to the World's Highest Waterfall, aidera à populariser Salto Angel.
Jimmy Angel meurt en 1956 à Panama, des suites des blessures d'un accident d'avion.

## Anecdotes
- En 1964, le fils de Jimmy et Marie Angel, Roland, accompagné de l'écrivain Carl Mydans, retrouvent El Rio Caroni sur les hauts plateaux de l'Auyán Tepuy. La Fuerza Aerea Venezolana (armée de l'air vénézuélienne) décide alors d'en faire un monument national. En 1970, une opération est montée pour récupérer l'épave de l'avion, relativement bien conservée. Des hélicoptères UH-1 effectuent de nombreuses allées et venues entre Canaima et le Tepuy, pour démonter l'appareil et le redescendre en pièces détachées. Il est ensuite transporté en C-123 jusqu'au musée de l'aviation de Maracay, où il sera restauré. L'appareil est aujourd'hui exposé devant l'aéroport de Ciudad Bolívar. Aux dires de Patricia Grant, aviatrice et amie d'Angel, celui-ci ne souhaitait pas que son avion soit un jour descendu de l'Auyán Tepuy : il préférait qu'El Rio Caroni reste là-haut, comme un souvenir de lui.
- Jimmy Angel raconta l'histoire de la découverte qui l'avait rendu célèbre dans un livre intitulé Devil Mountain, « la montagne du Diable » en français. Ce surnom, toujours utilisé, lui fut inspiré par l'origine du nom Auyán Tepuy, qui signifie « maison du Diable » en langue Pemon.
- Les descriptions d'Angel sont variées et rarement vérifiables, elles le donnent tantôt comme un casse-cou ayant un faible pour les alcools forts et les femmes rousses ; tantôt comme un excellent pilote, bien plus à son aise en l'air qu'une fois les pieds sur terre.